# بروكلين سودانو
بروكلين سودانو (بالإنجليزية: Brooklyn Sudano)‏ هي عارضة ومغنية وممثلة أمريكية، ولدت في 5 يناير 1981 بلوس أنجلوس في الولايات المتحدة.

## أعمال

### أفلام
- (2009) وحيد في الظلام II

### مسلسلات
- نيويورك

## وصلات خارجية
- بروكلين سودانو على موقع IMDb (الإنجليزية)
- بروكلين سودانو على موقع ألو سيني (الفرنسية)
- بروكلين سودانو على موقع أول موفي (الإنجليزية)
- بروكلين سودانو على موقع قاعدة بيانات الفيلم (الإنجليزية)
- بروكلين سودانو على موقع كينوبويسك (الروسية)